# جیمی جونز (بازیکن فوتبال، زاده ۱۹۲۷)
جیمی جونز (انگلیسی: Jimmy Jones؛ ۳ اوت ۱۹۲۷ – ۵ مهٔ ۲۰۱۵) بازیکن فوتبال اهل بریتانیا بود.
از باشگاه‌هایی که در آن بازی کرده‌بود می‌توان به باشگاه فوتبال اورتون، باشگاه فوتبال لینکولن سیتی و باشگاه فوتبال روچدیل اشاره کرد.